# Sayumi Nishii
Sayumi Nishii (japanisch 西井 佐友実; * 20. Jahrhundert in Osaka) ist eine japanische Tänzerin.

## Leben und Wirken
Sayumi Nishii zog bereits in jungen Jahren nach Tokio und absolvierte dort ihre Tanzausbildung an der Matsuyama Ballet School und am Chie Tomioka International Ballet de Tokyo. 2007 übersiedelte sie nach Europa und war ein Jahr lang am Teatro alla Scala in Mailand, ehe sie bis 2010 am Opernhaus Zürich ihre tänzerische Ausbildung beendete. Im selben Jahr wurde sie Mitglied im Corps de ballet am Národní divadlo Brno in Tschechien. Dort tanzte sie mehrere Solorollen, darunter Die Schöpfung von Uwe Scholz und Serenade von George Balanchine. Zudem war sie die Arabella in Lucidor und Arabella von Youri Vámos und als Schatten in La Bayadère von Jaroslav Slavický und als Chiaki in Masculine / Feminine von Lukas Timulak zu sehen. Mit der Spielzeit 2016/17 wurde Nishii Mitglied der Tanzcompany am Tiroler Landestheater Innsbruck. Sie blieb dort Mitglied bis zur Spielzeit 2022/23 und tanzte dort in mehreren Opern – beispielsweise in Orfeo ed Euridice und María de Buenos Aires – und in den Musicals West Side Story und Chicago sowie in zahlreichen Produktionen zeitgenössischer Choreographen. Seit 2023 ist sie Mitglied im Ensemble La Limonada des ehemaligen Leiters der Tanzcompany Innsbruck, Enrique Gasa Valga.